# 轻量级软件测试自动化
轻量级软件测试自动化（英語：Lightweight software test automation）是設計相對簡單及短的電腦程式（稱為轻量级測試工具）來測試軟體系統的過程。轻量级測試工具不限定某種程式語言，不過最常用Java、Perl、Visual Basic .NET及C#實現。轻量级測試工具的原代碼一般不超過四頁、撰寫時間不超過四小時。轻量级测试自动化常和敏捷软件开发一起使用。
除了轻量级软件测试自动化外，另外三種软件测试自动化的方式是商業测试自动化框架軟件、開源测试自动化框架以及重量級测试自动化。轻量级测试自动化的主要缺點是可管理性較弱，因為轻量级测试自动化相對較簡單，也容易實現，相較起來，製作不同的測試工具、測試用例檔案、測試結果檔案……會花掉相當多的時間。不過轻量级测试自动化也有一些明顯的好處：相較於商用框架，轻量级测试自动化初期成本較便宜，可變性也較高。相較於開源框架，轻量级测试自动化因為其更新較少，也沒有外在的相依性，因此比較穩定。相較於重量級框架，轻量级测试自动化框架要實現及修改都比較簡單。轻量级软件测试自动化一般會用來補足上述的测试自动化方式，而不是取代上述的作法。
在回归测试時，轻量级测试自动化非常有用，其測試目的只是驗證新加入待測系統的程式碼不會造成新的軟體問題。轻量级测试自动化也可以用在其他軟體測試的領域，例如性能測試、壓力測試（Stress testing）、負載測試、安全性測試、代碼覆蓋率分析、軟體突變測試等。詹姆斯·麥卡弗里廣泛的提出意見，倡導轻量级软件测试自动化。